# Yayo (песня)
«Yayo» (жарг.; с англ. — «кокаин») — песня американской певицы и автора песен Ланы Дель Рей. Композиция была выпущена на трёх релизах исполнительницы, таких как дебютный мини-альбом Kill Kill и студийный альбом Lana Del Ray, а также на третьем мини-альбоме Paradise. Первоначальным продюсером трека выступил Дэвид Кан, когда песня была издана на лейбле 5 Points Record; в 2012 году, композицию спродюсировали Эмиль Хейни и Дэн Хит для Paradise.
Перед подписанием исполнительницей контракта с крупным американским лейблом в 2011 году, она сняла самодельный музыкальный клип на песню. После появления композиции на третьем мини-альбоме Дель Рей, Paradise, трек смог войти в чарт Франции. Песня получила признание критиков, которые называли её одной из лучших работ Дель Рей, также восхваляя вокал певицы.

## История создания
Композиция «Yayo» была впервые официально выпущена 21 октября 2008 года на дебютном мини-альбоме Kill Kill, который был издан под настоящим именем певицы, Лиззи Грант. Не став перезаписывать песню, Дель Рей включила трек в свой дебютный студийный альбом Lana Del Ray, релиз которого состоялся 4 января 2010 года на лейбле 5 Points Record. Песня была написана лично Дель Рей, а спродюсирована Дэвидом Каном.
Последняя записанная и самая известная версия композиции была издана 9 ноября 2012 года на третьем мини-альбоме исполнительницы, Paradise, на лейблах Interscope и Polydor. Песня была записана и заново спродюсирована Эмилем Хейни и Дэном Хитом. Это первая и единственная песня исполнительницы с альбома Lana Del Ray, которая была перезаписана. Как и со многими другими песнями Дель Рей, исполнительница сняла самодельное музыкальное видео на песню. 21 марта 2009 года, Дель Рей отправила запись песни на страницу американского музыканта Джимми Гнекко в социальной сети Facebook. В течение фестивального тура Дель Рей, который проходил с июня по ноябрь 2016 года, певица исполняла «Yayo» на электрогитаре «Gibson Flying V». В июле 2017 года Дель Рей дала интервью для французского музыкального издания Les Inrockuptibles, где рассказала про историю создания трека «Yayo»:
В первый раз за долгое время я играла на гитаре, в «Yayo». Это одна из моих первый песен, которую я сочинила на гитаре ещё задолго до того, как стала Ланой Дель Рей. Эта композиция для меня переполнена эмоциями, она возвращает меня в тот период, напоминает мне о том, что я рисовала в своём воображении, что я испытывала тогда. Мне было 20 лет, это был потрясающий отрезок моей жизни, я открывала для себя людей, любовь, Нью-Йорк.
На концерте 19 января 2018 года в Ньюарке, Нью-Джерси, в рамках тура LA to the Moon Tour, Дель Рей традиционно исполнила «Yayo» под электрогитару и рассказала о друге Робе, которому посвятила песню: «Это одна из первых песен, которые я написала на гитаре, почти 10 лет назад, когда я жила в Нью-Джерси. У меня был лучший друг, которого зовут Майки Мартин, он ударник в группе Shiny Toy Guns. А его лучший друг по имени Роб… Я знала Роба, он был таким весёлым парнем, но он больше не с нами… но после смерти он послужил вдохновением для песни, которая называется „Yayo“».

## Реакция критиков
В The Huffington Post «Yayo» и «Bel Air» назвали «филлерами» альбома. Не согласившись с такой позицией, Карл Уиллиот из журнала Idolator написал, что «Yayo» должна быть синглом и является лучшей на мини-альбоме . Назвав песню самой интересной на данный момент у Дель Рей, Уиллиот сравнил повествование в тексте «Yayo» с бедственным положением Анны Николь Смит и сказал, что это было «одурманено» и «комично». Журналист из Digital Spy сказал: «Она близко подходит к тому, чтобы быть странной ради причудливости на „Yayo“». Выделив песню в качестве одной из типичных композиций «плохой девочки» Дель Рей, Lancaster Online назвал «Yayo» одной из лучших когда-либо написанных песен Дель Рей, соглашаясь со своим утверждением: «Я не чувствую, что я преувеличиваю, давая песне такую оценку». Журнал инди-музыки Drowned in Sound подчеркнул смену темпа перезаписанной и заново спродюсированной «Yayo», вошедшей в Paradise. Хваля песню, журналист издания назвал композицию «мерцающе красивой, пронизанной неуверенностью, сожалением и ощущением всего, что повергнет сердце в крах». Рецензент журнала Slant сказал: «„Yayo“ представляет собой тонкий набор проклятий Лолиты и обжигающую, словно от солнца, сексуальность у бассейна, окутанную лёгким струнным производством. Это стоит того же ритмического повторения, которое появляется в песнях „American“ и „Body Electric“; все они наклоняются слишком тяжело на предварительно установленном атмосферном скелете». Первоначально, журналист сказал: «Мы можем жить и без „Yayo“». В издании So So Gay песне отдали должное за то, что в ней есть «очень приятное джазовое ощущение, которое композиция привнесла в альбом, но она проигрывает ряду демонстративного вокала, что делает трек, откровенно говоря, немного дребезжащим», заканчивая обзор, добавляя, что «песня не имеет ничего общего с заключительным треком „Bel Air“».

## Музыкальное видео
До подписания контракта с крупным американски лейблом, Дель Рей самостоятельно сняла музыкальное видео на «Yayo». Рецензент Эми Скиаретто из журнала PopCrush сказала, что в видео присутствуют множество кадров с самой певицей, словно снятых на камеру Super 8, сопоставленных с низким и мрачным вокалом. Она добавила: «Результат съёмки подобен короткометражному фильму в стиле нуар, где ничего не ясно, и всё остаётся в воображении». Завершая обзор видео, журналистка добавила:
Много кадров чувствуются зацикленными и повторяющимися на протяжении шести минут. В клипе нет чёткого линейного повествования. Это создает ощущение расстояния и потери, используя эффект „найденной плёнки“ и кадров от первого лица. Остается лишь просеивать кадры и соединять их вместе в своём собственном восприятии клипа, заполняя существующие пробелы, что делает необходимым посмотреть клипе несколько раз. Оригинальный текст (англ.)A lot of the shots feel looped and repeated over the course of six minutes, and there’s no clear linear narrative, either. It does impart a message of distance and loss via the found footage and first person perspective. You are left to sift through the footage and piece together your own perception of the source material and to fill in the gaps, which makes it a video that you can’t watch only once.

## Список композиций
| №  | Название      | Автор(ы)      | Продюсер(ы) | Длительность |
| -- | ------------- | ------------- | ----------- | ------------ |
| 1. | «Yayo» (2008) | Лана Дель Рей | Дэвид Кан   | 5:45         |

| №  | Название      | Автор(ы) | Продюсер(ы) | Длительность |
| -- | ------------- | -------- | ----------- | ------------ |
| 1. | «Yayo» (2010) | Дель Рей | Дэвид Кан   | 5:45         |

| №  | Название      | Автор(ы) | Продюсер(ы)          | Длительность |
| -- | ------------- | -------- | -------------------- | ------------ |
| 1. | «Yayo» (2012) | Дель Рей | Эмиль Хейни, Дэн Хит | 5:21         |

## Чарты
| Чарт (2012) | Высшая позиция |
| ----------- | -------------- |
| Франция     | 120            |